# Historia peregrinorum
La Historia peregrinorum (dal latino "Storia dei pellegrini") è un resoconto anonimo relativo alla spedizione compiuta nel 1189-1190 dall'imperatore Federico I Barbarossa durante la terza crociata per raggiungere la Terra santa). Fu scritto non molto tempo dopo gli eventi, forse addirittura prima della morte dell'imperatore Enrico VI di Svevia (1197), figlio del Barbarossa. Si compone di tre sezioni, relative rispettivamente alle conquiste di Saladino, ai preparativi per la crociata e alla campagna stessa. La prima sezione contiene il materiale più originale, mentre la sezione finale risulta la più estesa. Il lavoro si conclude bruscamente con la morte del Barbarossa. L'unico manoscritto sopravvissuto, realizzato all'inizio del XIII secolo presso l'abbazia di Salem, non è del tutto completo e sembra mancare delle ultime frasi.
L'autore della Historia peregrinorum sembra assumere una posizione filo-imperiale, sia pur non acritica. Non si tratta di un resoconto realizzato da testimoni oculari e si rifà alla precedente Historia de expeditione Friderici imperatoris, ampliandola con del materiale tratto dai racconti di testimoni oculari e da documenti dell'epoca andati perduti. Tra questi ultimi rientrava probabilmente una lettera o un racconto relativo alla campagna compiuta da Corrado di Monferrato in Palestina, in particolare sulla difesa di Tiro compiuta da quest'ultimo nel 1187 (essa rientra nella prima parte della Historia peregrinorum, quella che riguarda le conquiste di Saladino). Il padre di Corrado, Guglielmo V, fu uno dei più stretti alleati italiani del Barbarossa. La Historia potrebbe aver attinto del materiale anche dagli Annali di Marbach, o forse da una fonte comune sconosciuta, per la trattazione dell'assemblea di Strasburgo (1187) e della "Curia Christi" (la dieta compiuta a Magonza nel 1188 e presieduta da Federico Barbarossa, durante la quale decise di partecipare alla crociata).
L'autore anonimo era probabilmente originario della Svevia, a giudicare dalla sua conoscenza dei singoli cavalieri svevi. È possibile che fosse un monaco di Salem.